# Taichen (köpinghuvudort i Kina, Henan Sheng, lat 33,77, long 113,92)
Taichen är en köpinghuvudort i Kina. Den ligger i provinsen Henan, i den centrala delen av landet, omkring 110 kilometer söder om provinshuvudstaden Zhengzhou. Antalet invånare är 54 601. Befolkningen består av 26 935 kvinnor och 27 666 män. Barn under 15 år utgör 19,0 %, vuxna 15-64 år 71 %, och äldre över 65 år 9,0 %.
Runt Taichen är det tätbefolkat, med 762 invånare per kvadratkilometer. Närmaste större samhälle är Duqu, 7,3 km nordväst om Taichen. Trakten runt Taichen består till största delen av jordbruksmark.
Genomsnittlig årsnederbörd är 847 millimeter. Den regnigaste månaden är september, med i genomsnitt 154 mm nederbörd, och den torraste är januari, med 6 mm nederbörd.